# SHINPUU3 知ればギョーテン!? 世界丸はだかリサーチ
『SHINPUU3 知ればギョーテン!? 世界丸はだかリサーチ』（しんぷうスリー しればギョーテン!? せかいまるはだかリサーチ）は、関西テレビで2013年10月8日から同年12月17日まで毎週火曜日25:00 - 25:30に放送されていたバラエティ番組。全11回。

## 概要
2012年8月に開催された関西テレビの深夜バラエティ番組競作プロジェクト『SHINPUU』第3弾で、『藤崎マーケット×中張又張の知ればギョーテン!?世界丸はだかリサーチ』が一位を獲得し、レギュラー番組化。
番組内容
藤崎マーケットと中張又張が、外国人と仲良くなって国際的に通用する芸人を目指す番組。世界各国の人たちと様々なロケに繰り出し、日本の文化に触れ合ったり、それぞれの国民性を明らかにいく。
番組は、田崎がMCを担当し、トキチーム、高道チーム、白井チームに分かれてほとんどの企画が行われる。

## 出演
- 藤崎マーケット（田崎佑一、トキ）
- 中張又張（高道大輔、白井伸大）

ゲスト
- 鹿沼憂妃（♯2～3）
- 吉本実憂（♯5～6）

## 放送リスト
| 回             | 放送日         | 放送内容                         | 世界各国の外国人の方々 |
| パイロット版   | パイロット版   | パイロット版                     | パイロット版 |
| -------------- | -------------- | -------------------------------- | --- |
| 0              | 2013年 7月24日 | 動物園                           | ラジャ（インド出身）、ステファン（ロシア出身）、マティーアス（アルゼンチン出身）、エディ（アメリカ出身）、 ジョスクン（トルコ出身）、ヴェロニカ（ロシア出身）、トニ（イタリア出身）、ボブ（エジプト出身）、フェイフェイ（中国出身） |
| レギュラー放送 |                |                                  | |
| 1              | 10月8日        | 稲刈り                           | ラジャ（インド出身）、マティーアス（アルゼンチン出身）、マリア（ブラジル出身）、ボブ（エジプト出身）、フェイフェイ（中国出身） |
| 2              | 10月15日       | 我が国自慢ワールドカップ         | ラジャ（インド出身）、マティーアス（アルゼンチン出身）、マリア（ブラジル出身）、ボブ（エジプト出身）、フェイフェイ（不倫女）、ヴェロニカ（ロシア出身）、トニ（イタリア出身）、スクマ（タイ出身）                                    |
| 3              | 10月22日       | ワールド大運動会                 | ラジャ（インド出身）、マティーアス（アルゼンチン出身）、マリア（ブラジル出身）、ボブ（エジプト出身）、フェイフェイ（不倫女）、ヴェロニカ（ロシア出身）、トニ（イタリア出身）、スクマ（タイ出身）                                    |
| 4              | 10月29日       | ドッキリ                         | |
| 5              | 11月5日        | 我が国自慢ワールドカップ【前編】 | |
| 6              | 11月12日       | 我が国自慢ワールドカップ【後編】 | |
| 7              | 11月19日       | 自宅訪問                         | |
| 8              | 11月26日       | 京都へ修学旅行!                  | |
| 9              | 12月3日        | 母国グルメ紹介                   | |
| 10             | 12月10日       | タコ焼きパーティー               | |
| 11             | 12月17日       | 世界丸はだか学校卒業式           | |